# Cantó d'Ebruelh
El cantó d'Ebruelh és un cantó francès del departament de l'Alier, situat al districte de Montluçon. Té 14 municipis i el cap és Ebruelh.

## Municipis
- Balanava
- Chirat-l'Église
- Chouvigny
- Coutansouze
- Ebruelh
- Échassières
- Lalizolle
- Louroux-de-Bouble
- Nades
- Naves
- Sussat
- Valignat
- Veauce
- Vicq

## Història
| Data d'elecció                           | Identitat          | Partit            | Qualitat |
| ---------------------------------------- | ------------------ | ----------------- | -------- |
| 1945-1956                                | Gilbert Grancher   | SFIO              |          |
| 1956-1963                                | Gilles Gozard      | SFIO, després UDT |          |
| 1963-1970                                | Fernand Villeneuve | SFIO              |          |
| 1970-1976                                | Joseph Katz        | UDR               |          |
| 1976-1994                                | Félicien Barthoux  | PCF               |          |
| 1994-                                    | Dominique Bidet    | PCF               |          |
| les dades anteriors no són pas conegudes |                    |                   |          |
|                                          |                    |                   |          |

## Demografia
| 1962  | 1968  | 1975  | 1982  | 1990  | 1999  | 2007  |
| ----- | ----- | ----- | ----- | ----- | ----- | ----- |
| 5.096 | 5.922 | 5.146 | 4.714 | 4.267 | 4.421 | 4.622 |